# Rafnia thunbergii
Rafnia thunbergii là một loài thực vật có hoa trong họ Đậu. Loài này được Harv. miêu tả khoa học đầu tiên.